# Pseudostenophylax qinghaiensis
Pseudostenophylax qinghaiensis là một loài Trichoptera trong họ Limnephilidae. Chúng phân bố ở miền Cổ bắc.